# 1492 - La conquista del paradiso
(Cristoforo Colombo)
1492 - La conquista del paradiso (1492: Conquest of Paradise) è un film del 1992 diretto e co-prodotto da Ridley Scott.
Il film propone una versione cinematografica dei viaggi di Cristoforo Colombo verso il Nuovo Mondo e delle conseguenze che queste ebbero sulla gente nativa americana.

## Trama
Cristoforo Colombo è un ambizioso marinaio italiano in Spagna che, conscio che la Terra sia tonda, ha il progetto di raggiungere le ricche Indie descritte da Marco Polo viaggiando verso occidente. Il suo progetto è tuttavia osteggiato dai teologi e accademici dell'Università di Salamanca, i quali sostengono che le teorie del navigatorie entrino in contrasto con la visione del mondo ormai accettata di Aristotele e Tolomeo. Colombo, senza una nave ed una ciurma, è perciò impossibilitato di inseguire il suo sogno. Ben presto viene avvicinato da Martín Pinzón, il quale è proprietario di alcune navi a Palos e che lo mette in contatto con il banchiere Luis de Santángel, con cui la Regina Isabella di Castiglia ha un debito da pagare.
Viene perciò organizzato un incontro tra Colombo e la Regina Isabella in cui il navigatore riesce a fare approvare a quest'ultima il suo progetto. Colombo inganna gli armatori e molti membri dell'equipaggio dicendo loro che il viaggio durerà solo sette settimane. Così, il 3 agosto 1492, le tre caravelle salpano da Palos alla volta delle Indie. Il viaggio, in realtà, si rivela molto più lungo del previsto e le caravelle trascorrono nove settimane in mare senza alcun segno di terra. L'equipaggio diventa sempre più irrequieto e Colombo teme un ammutinamento da un giorno all'altro.
Fortunatamente, il 12 ottobre, viene avvistata terra e gli spagnoli sbarcano sull'Isola di Guanahani, dove stringono amicizia con i nativi locali, riuscendo anche ad insegnare lo spagnolo ad uno di loro, in modo che funga da interprete. Insoddisfatto per non aver trovato l'oro che sperava, Colombo lascia Guanahani e prosegue il suo viaggio verso ovest, sbarcando sull'isola di Haiti, dove gli abitanti gli consegnano in dono alcuni preziosi oggetti d'oro. Colombo salpa per fare ritorno in Spagna lasciando sull'isola un gruppo di trentanove uomini.
Tornato in Spagna, Colombo viene accolto con grandi onori e celebrazioni, venendo invitato ad un banchetto reale in presenza della Regina Isabella e la sua corte. Qui la regina e i suoi consiglieri manifestano una certa delusione per la scarsità di oro trovato da Colombo. Poco tempo dopo riparte per un'ulteriore spedizione, questa volta con un seguito di 17 navi e più di 1000 uomini tra soldati, artigiani e clericali. Tuttavia, una volta sbarcato ad Haiti, Colombo scopre che gli uomini da lui lasciati nel primo viaggio sono stati uccisi. I nativi gli dicono che gli spagnoli sono stati massacrati da un'altra tribù e mentre Colombo decide di credergli, il comandante delle forze armate Adrián de Moxica non è convinto, consigliando a Colombo di punire i nativi sterminandoli, trovando però la netta opposizione del navigatore. Gli spagnoli costruiscono l'insediamento di La Isabela, in cui convivono in maniera pacifica con i nativi, insegnando loro la civiltà e iniziando a convertirli.
Quattro anni dopo, i nativi vengono impiegati dagli spagnoli per raccogliere l'oro. Moxica si rivela sempre più un comandante spietato e privo di scrupoli nel trattare con violenza i nativi, tagliando in un'occasione la mano ad uno di essi che non aveva trovato nessun pezzo d'oro. La voce di questo atto di violenza si diffonde tra le tribù indigene e tutte scompaiono nella foresta. Colombo inizia a preoccuparsi di una potenziale guerra con i nativi, i quali sono molto più numerosi di loro. Colombo trova la sua casa incendiata da Moxica e dai suoi seguaci, confermando la sua impopolarità tra una certa fazione dei coloni. Presto le tribù arrivano per combattere gli spagnoli e l'isola viene devastata dalla guerra. Per non essere catturato da Colombo, Moxica si suicida buttandosi da un burrone e i sostenitori della sua rivolta vengono giustiziati. Nonostante ciò, le notizie del fallimento di Colombo come governatore del Nuovo Mondo arrivano in Spagna, motivo per cui viene inviato Francisco de Bobadilla a destituire Colombo dal titolo di governatore e a ordinargli di tornare in Spagna. Seppur affranto, Colombo è comunque speranzoso di potersi ora dedicare al progetto di trovare il continente, suo piano originale. Ma anche qui riceve un'altra delusione, in quanto de Bobadilla gli dice che il continente è già stato trovato da poche settimane da un altro italiano, Amerigo Vespucci.
Colombo torna in Spagna non più considerato un eroe e viene recluso in carcere. Dopo qualche tempo riesce, grazie ai suoi figli, ad avere udienza dalla Regina, la quale consente a Colombo di ripartire, avvertendolo però di stare lontano dalle colonie.
Tempo dopo, in Spagna, Colombo è ormai dimenticato da tutti e la scoperta del Nuovo Mondo è attribuita unicamente a Vespucci. Il figlio di Colombo, Ferdinando, chiede al padre di raccontargli la sua storia in modo che possa trascriverla.

## Produzione, distribuzione e incassi
Realizzato su commissione, è stato pubblicato da Paramount Pictures in onore al cinquecentesimo anniversario del primo viaggio di Colombo e della scoperta dell'America. La première debutta quasi contemporaneamente a quella del film Cristoforo Colombo - La scoperta diretto da John Glen, creando spesso confusione tra i due film.
Il film è stato realizzato tra la Spagna, Costa Rica, Repubblica Dominicana, Isole Vergini e gli studi Pinewood di Londra tra il 2 dicembre 1991 e il 10 marzo 1992. È uscito l'8 ottobre 1992 in Spagna e il 9 ottobre negli Usa. In Italia è uscito il 16 ottobre. Il budget è stato di 47 milioni di dollari e gli incassi totali sono stati di circa 160 milioni nel mondo.

## Colonna sonora
La musica è stata curata da Vangelis.

## Riconoscimenti
- 1993 - Golden Globe
  - Nomination Miglior colonna sonora originale a Vangelis
- 1992 - British Society of Cinematographers
  - Nomination Miglior fotografia ad Adrian Biddle

## Critica
Il film è stato accusato di promuovere la leggenda nera spagnola.